# 利賀ダム
利賀ダム（とがダム）は、富山県南砺市の一級河川庄川水系利賀川に建設中の特定多目的ダム。
国土交通省北陸地方整備局が整備する高さ112.0mの重力式コンクリートダムで、利賀川及び合流先の庄川の治水と流域への工業用水の供給を目的としている。2009年に民主党政権による国土交通省直轄ダム事業再検証の対象となり、建設が一時凍結されていたが、2016年に建設事業の継続が方針決定され、事業が再開している。事業費ベースでの進捗率は約46%（2019年度末）である。

## 地理
利賀ダムが建設される利賀川は庄川水系の支川で、岐阜県高山市荘川町庄川の烏帽子岳に源流を発する庄川に、砺波市庄川町の小牧ダムへ合流、砺波平野に出て和田川を合流した後、日本海に注いでいる。ダムサイトは庄川の河口より約40km、庄川合流点より約8km上流の南砺市利賀村押場にあり、地勢は急峻なV字谷となっている。平成の大合併により南砺市となる以前は旧利賀村であった。
関西電力が設置した発電用の同名の利賀ダム（豆谷ダム）が上流に存在するが、本ダムの完成により水没する予定である。

## 沿革
- 1989年（平成元年）05月29日 - 利賀ダム実施計画調査に着手[3]
- 1993年（平成05年）
  - 04月06日 - 利賀ダム建設事業に着手[3]
  - 04月14日 - 利賀ダム工事事務所開所[4]。
- 1994年（平成06年）11月22日 - 利賀ダムの建設に関する基本計画公示[3]
- 2000年（平成12年）03月24日 - 工事用道路の用地取得に伴う損失補償に関する覚書締結[3]
- 2002年（平成14年）12月06日 - 一般河川庄川水系利賀ダムの建設事業に伴う損失補償に関する確認書の調印[3]
- 2003年（平成15年） - 水没家屋（全3戸）の移転完了[5]
- 2004年（平成16年）10月20日 - 平成16年台風第23号により観測史上最大の流量を記録[3]
- 2007年（平成19年）07月02日 - 庄川水系河川整備基本方針告示（雄神地点：基本高水流量6,500立方メートル毎秒、計画高水流量立方メートル毎秒）[3]
- 2008年（平成20年）07月14日 - 庄川水系河川整備計画策定[3]
- 2009年（平成21年）12月 - 国土交通省直轄ダムの事業再検証により計画を一時凍結
- 2016年（平成28年）08月25日 - 国土交通省により建設事業の継続が方針決定され、事業が再開された（この時点で2029年度完成の見通しであった）[1][2]。
- 2023年（令和05年） - 2024年度予算案に利賀ダム建設費12億8,200万円を盛り込み、本格的な本体工事に着手することが発表された[6]。
- 2024年（令和06年）08月11日 - 砺波市文化会館で本体の着工を記念する式典が挙行される[7]。

## 目的
洪水調整を中心に工業用水の供給、河川流水の維持などを目的としている。
- 洪水調整：ダムサイトおける計画高水流量770立方メートル毎秒のうち、500立方メートル毎秒の洪水調節を行い、270ｍ立方メートル毎秒を安全に流下する。
- 工業用水：富山県に対し下流で、新たに１日最大 8,640立方メートル（毎秒 0.1ｍ立方メートル）の工業用水を供給する。
- 不特定利水：下流の既得用水の補給等、河川流水の正常な機能の維持と増進を図る。

## 観光・周辺
ダムサイト周辺は山林で観光施設等は存在しない。利賀川上流には利賀飛翔の郷、利賀瞑想の郷、そばの郷資料館などの観光施設が存在する。現在は国道471号が旧利賀村地区への主なルートであるが、国道156号からダムサイトを経由して利賀行政センターに至るダム工事用道路が建設されており、工事終了後は国道471号利賀バイパスとして一般供用される予定である。この区間にある道の駅利賀は、このバイパス完成を見据えて利賀行政センターに移転した。